# Майдан (Тиврівська селищна громада)
Майда́н — село в Україні з 2020 р. увійшло до Тиврівської селищної територіальної громади Вінницького району (до 2020 р. у Тиврівському районі) Вінницької області. Населення становить 58 осіб. Відстань до центру громади становить близько 11 км і проходить автошляхом Т 0230.

## Історія
12 червня 2020 року, відповідно до Розпорядження Кабінету Міністрів України від  № 707-р «Про визначення адміністративних центрів та затвердження територій територіальних громад Вінницької області», увійшло до складу Тиврівської селищної територіальної громади.
19 липня 2020 року, в результаті адміністративно-територіальної реформи та ліквідації Тиврівського району, село увійшло до складу Вінницького району.